# Vall d'Aro
La Vall d'Aro és una subcomarca situada entre el massís de l'Ardenya i el Massís de les Gavarres, formada pels municipis de Santa Cristina d'Aro, Castell d'Aro, Platja d'Aro i s'Agaró i Sant Feliu de Guíxols. La part central de la vall està conformada pel Ridaura, riu que en delimita la forma.
Tot i que és de tradició selvatana, es troba oficialment a l'extrem meridional de la comarca catalana del Baix Empordà.

## Història

### Prehistòria[1]
Els primers assentaments poblacionals dels que se'n té constància a la Vall d'Aro es situen a la zona del Pinell (turó que separa el pla de Fanals i el de Sant Pol) durant l'època neolítica entre els segles III aC i II aC. D'aquests primers pobladors se'n té constància gràcies a sepulcres i objectes trobats en excavacions fetes a la zona.
La concentració poblacional més important apareix al segle II aC, aquest grup s'assenta a les muntanyes de Vallvanera i Treumal. S'hi troben diversos monuments i construccions megalítiques de forma molt abundant a la banda meridional de les Gavarres.

### Època medieval[2]
La primera documentació sobre la colonització del territori de la Vall d'Aro data del segle IX, es té constància de nuclis de població ja existents (Romanyà i Bell-lloc).
Un cop acabada la conquesta cristiana de la zona, es va començar a repoblar les terres conquerides, començant des de les terres muntanyenques, de l'interior, en direcció a la costa.
Durant el segle X i XI s'estableixen petits nuclis rurals conformat per masos dispersos a la vall, més majoritàriament al resguard de les Gavarres, des d'on s'hi construeixen esglésies que seran el nucli central de la comunitat pagesa. A partir d'aquí es reuneixen en universitats parroquials per a tractar temes religiosos o civils de la vida quotidiana, que s'aniran convertint en consells oberts de veïns amb la participació de tot el poble i els prohoms de cadascun dels pobles, aquest seria el precedent d'una organització futura més jerarquitzada que acabaria creant els municipis.
La majoria de nuclis eren nascuts de les parròquies (Solius, Romanyà, Bell-lloc i Fanals) i d'altres eren nascuts de la construcció d'una fortalesa (Castell d'Aro i Sant Feliu de Guíxols). A la primera part del Segle XIX es van anar configurant els tres municipis actuals. Precisament el primer nom que es va donar al municipi central (abans de la separació en Castell d'Aro i Santa Cristina d'Aro) va ser el de Vall d'Aro.